# Gelanor altithorax
Gelanor altithorax är en spindelart som beskrevs av Eugen von Keyserling 1893. Gelanor altithorax ingår i släktet Gelanor och familjen kaparspindlar. Inga underarter finns listade i Catalogue of Life.